# Lambertus Christoffel Vonk
Lambertus Christoffel Vonk (Rotterdam, 9 maart 1757 – Den Haag, 4 februari 1846) was een koopman en politicus ten tijde van de Bataafse Republiek.

## Familie
Vonk werd geboren aan de Leuvehaven als zoon van Johannes (Jan) Vonk (1727-1764) en Neeltje van (den) Andel (1728-1805). Zijn vader was koopman te Rotterdam en schout van Woudrichem. Hij trouwde met Elisabeth Biesta (1768-1837), uit dit huwelijk werden zeven kinderen geboren.

## Loopbaan
Vonk was koopman in Rotterdam. Hij was daarnaast majoor van het Vrijkorps te Rotterdam en leidde in 1786 een detachement dat de Utrechtse patriotten te hulp kwam. In 1787 vluchtte hij naar Frankrijk. Na de Bataafse omwenteling werd hij lid van het comité van administratie van de Franse troepen in soldij van de Bataafse Republiek. Vanaf 1796 had hij zitting in de elkaar opvolgende landelijke wetgevende colleges; hij was lid van de Eerste Nationale Vergadering (1796-1797) en de Tweede Nationale Vergadering (1797-1798), lid, voorzitter en provisioneel secretaris van de Constituerende Vergadering (1798), lid van de Eerste Kamer (1798) van het Vertegenwoordigend Lichaam. Na de staatsgreep van 12 juni 1798 werd hij gevangengenomen en gevangengezet op Huis ten Bosch, bij besluit van 18 augustus 1798 vrijgelaten.
Hij werd secretaris (1799-1802) en commies (1802-1805) van het bestuur van het departement van Texel. Van 1805 tot 1807 was hij commies Raad van Financiën van Holland. Hij studeerde Romeins en hedendaags recht aan de Utrechtse hogeschool en promoveerde in 1811 op stellingen. Hij vestigde zich als advocaat in Amsterdam. Vanaf 1814 was hij gouvernements-solliciteur in Den Haag.